# .name
.name er et generisk topdomæne, der er reserveret til individer.
Domænet blev oprettet i 2002.
| Generiske topdomæner | Spire Denne artikel om generiske topdomæner er en spire som bør udbygges. Du er velkommen til at hjælpe Wikipedia ved at udvide den. |